# Тер-Азарян, Григорий Иосифович
Григорий Иосифович Тер-Азарян (22 июня 1951, Ереван — 1 июня 2019, там же) — армянский изобретатель, прозаик, доктор технических наук, академик, действительный член технологической академии Армении.

## Биография
Григорий Тер-Азарян родился 22 июня 1951 года в Ереване.
В 1973 году окончил Ереванский политехнический институт.
С 1988 до августа 1993 года работал на заводе по выпуску синтетических алмазов и алмазного инструмента — предприятие ,, АЛМАЗ ,, ,где прошел путь от мастера цеха до генерального директора https://books.google.co.il/books?id=Uko3DwAAQBAJ&pg=PA609&lpg=PA609&dq=алмазная+промышленность+в+ереване+1989+год&source=bl&ots=k2nTdEMnAz&sig=ACfU3U0HgFriJhOLWM6rixaZnnmwwCezCg&hl=ru&sa=X&ved=2ahUKEwjlr-yd4P7rAhXRnuAKHacZARMQ6AEwEHoECAYQAQ#v=onepage&q=алмазная%20промышленность%20в%20ереване%201989%20год&f=false .
Автор изобретений.
Автор книги «Полное собрание сказочных сочинений», вышедшей в свет в США тиражом 80 000 экз.
Г. И. Тер-Азарян известен также как учредитель международного фонда ВСМ (Великий Странник — Молодым), цель которого — помощь молодым авторам в их становлении.
Умер 1 июня 2019 года. Похоронен в Ереване, на кладбище Тохмах-Гёл.